# ჟ
ჟ（グルジア語: ჟანი、/ʒanɪ/）は、現行のグルジア文字の16番目の文字（正書法改正前は18番目）である。

## 使用
ジョージア語では有声後部歯茎摩擦音[ʒ]を表す。記数法では数値90を表す。
ジョージア国内のラズ語でも使用されている。トルコ国内で使用されているラズ語ラテン・アルファベットの「J」に対応する。アブハズ語（1937年から1954年まで）およびオセット語（1938年から1954年まで） のグルジア文字表記法でも使用されていたが、現在はキリル文字が主に使われ、アブハズ語で「Жь」と、オセット語で「Ж」と記される。
ジョージア語のラテン文字化では「Ž」または「Zh」と記す。グルジア語の点字では記号⠚（U + 281A）となる。

## 字形
| アソムタヴルリ | ヌスフリ | ムヘドルリ | ムタヴルリ |
| -------------- | -------- | ---------- | ---------- |
|                |          |            |            |

## 符号位置
| 文字 | Unicode | JIS X 0213 | 文字参照          | 備考           |
| ---- | ------- | ---------- | ----------------- | -------------- |
| Ⴏ    | U+10AF  | -          | &#x10AF; &#4271;  | アソムタヴルリ |
| ⴏ    | U+2D0F  | -          | &#x2D0F; &#11535; | ヌスフリ       |
| Ჟ    | U+1C9F  | -          | &#x1C9F; &#7327;  | ムタヴルリ     |
| ჟ    | U+10DF  | -          | &#x10DF; &#4319;  | ムヘドルリ     |